# Not Your Muse
Not Your Muse es el primer álbum de estudio de la cantautora británica Celeste, lanzado el 29 de enero de 2021 bajo la distribución de Polydor Records. Todas las canciones del disco fueron escritas por Celeste recibiendo apoyo de Jamie Hartman o Josh Crocker, quienes además se encargaron de la producción. El álbum abarca principalmente los géneros jazz y soul combinando elementos del R&B y el pop. Según Celeste, Not Your Muse fue «todo la fuerza que encontré cuando me sentía indefensa», y afirmó que el disco se enfoca más en presentar su imagen como artista que en sonar como una recopilación de éxitos.
Not Your Muse recibió la aclamación por parte de la crítica, quienes alabaron aspectos como la voz de Celeste, sus composiciones poéticas y la producción cuidadosa. El álbum acumuló un total de 81 puntos sobre 100 en Metacritic. Comercialmente, alcanzó la primera posición de los más vendidos en el Reino Unido y la Región Flamenca de Bélgica, además de ingresar a los diez primeros en Alemania, Austria, los Países Bajos y Suiza. Por otra parte, Not Your Muse fue nominado como álbum del año en los premios Brit de 2021.

## Grabación y lanzamiento
Celeste escribió todas las canciones dentro del álbum con apoyo de Jamie Hartman o Josh Crocker, quienes además produjeron la mayoría de los temas. Durante una entrevista con la revista DIY, la cantante afirmó que las canciones no fueron escritas con la intención de que tuvieran éxito comercial, sino que reflejaran su imagen como artista. El día del anuncio del disco, lo describió como «todo la fuerza que encontré cuando me sentía indefensa».
Not Your Muse fue publicado el 29 de enero de 2021 bajo la distribución de Polydor Records. La edición estándar del álbum contiene doce canciones, entre ellas los sencillos «Strange», «Stop This Flame», «A Little Love» y «Love Is Back». La edición de lujo incluye nueve temas adicionales, entre estos «Hear My Voice», tema que Celeste escribió e interpretó para la película The Trial of the Chicago 7 (2020), así como «It's All Right», una colaboración con Jon Batiste perteneciente a la banda sonora de Soul (2020).

## Recepción

### Comentarios de la crítica
En términos generales, Not Your Muse fue aclamado por la crítica especializada. En el sitio Metacritic, acumuló 81 puntos de 100 sobre la base de 10 reseñas profesionales.

### Recibimiento comercial
En el Reino Unido, Not Your Muse debutó en la cima del UK Albums Chart con 22 475 unidades vendidas en su primera semana. Con ello, se convirtió en el primer álbum debut de una solista británica en alcanzar la primera posición del listado desde I Cry When I Laugh (2015) de Jess Glynne.

## Lista de canciones
- Edición estándar

| Not Your Muse |                                  |                                                                        |          |  |
| N.º           | Título                           | Escritor(es)                                                           | Duración |  |
| 1.            | «Ideal Woman»                    | Celeste, Joshua Crocker                                                | 3:43     |  |
| 2.            | «Strange» (Edit)                 | Celeste, Stephen Wrabel, Jamie Hartman                                 | 3:20     |  |
| 3.            | «Tonight Tonight»                | Celeste, Sean Douglas, J. Hartman                                      | 3:39     |  |
| 4.            | «Stop This Flame»                | Celeste, J. Hartman                                                    | 3:18     |  |
| 5.            | «Tell Me Something I Don't Know» | Celeste, J. Hartman, Jamien Nagadhana                                  | 3:56     |  |
| 6.            | «Not Your Muse»                  | Celeste, Simon Aldred                                                  | 4:27     |  |
| 7.            | «Beloved»                        | Celeste, J. Hartman                                                    | 3:57     |  |
| 8.            | «Love Is Back»                   | Celeste, J. Hartman, Ettie Hartman                                     | 4:16     |  |
| 9.            | «A Kiss»                         | Celeste, J. Hartman, Mattias Larsson, Robin Fredriksson, Mark Mollison | 3:58     |  |
| 10.           | «The Promise»                    | Celeste, Holly Millman, Mollison                                       | 3:45     |  |
| 11.           | «A Little Love»                  | Celeste, J. Hartman                                                    | 2:58     |  |
| 12.           | «Some Goodbyes Come with Hellos» | Celeste, J. Hartman, Gregory Hein, Samuel Romans                       | 3:25     |  |
| 44:40         |                                  |                                                                        |          |  |

- Edición de lujo

| Not Your Muse |                                                  |                                                                             |          |  |
| N.º           | Título                                           | Escritor(es)                                                                | Duración |  |
| 13.           | «Father's Son»                                   | Celeste, Thomas Havelock                                                    | 3:15     |  |
| 14.           | «Lately» (con Gotts Street Park)                 | Celeste, Gotts Street Park                                                  | 4:11     |  |
| 15.           | «Both Sides of the Moon» (con Gotts Street Park) | Celeste, Gotts Street Park                                                  | 4:13     |  |
| 16.           | «Strange»                                        | Celeste, Wrabel, J. Hartman                                                 | 4:15     |  |
| 17.           | «Unseen» (con Lauren Auder)                      | Celeste, Eli Teplin, Christopher Stracey, Tobias Jesso Jr., Sylvian Gerboud | 3:49     |  |
| 18.           | «In the Summer of My Life»                       | Celeste, Terrace Martin                                                     | 4:07     |  |
| 19.           | «It's All Right» (con Jon Batiste)               | Curtis Mayfield                                                             | 2:49     |  |
| 20.           | «Hear My Voice»                                  | Celeste, Daniel Pemberton                                                   | 3:02     |  |
| 21.           | «I'm Here»                                       | Celeste, Justin Parker                                                      | 3:25     |  |
| 77:42         |                                                  |                                                                             |          |  |

## Semanales
| País              | Lista                   | Mejor posición |
| ----------------- | ----------------------- | -------------- |
| Alemania          | German Albums Chart     | 6              |
| Austria           | Austrian Albums Chart   | 4              |
| Bélgica (Flandes) | Ultratop 200 Albums     | 1              |
| Bélgica (Valonia) | Ultratop 200 Albums     | 48             |
| Escocia           | Scottish Albums Chart   | 1              |
| Francia           | French Albums Chart     | 95             |
| Grecia            | IFPI Albums Sales Chart | 58             |
| Irlanda           | Irish Albums Chart      | 24             |
| Países Bajos      | Dutch Albums Top 100    | 6              |
| Reino Unido       | UK Albums Chart         | 1              |
| Suiza             | Swiss Albums Chart      | 6              |

## Premios y nominaciones
| Año  | Premiación  | Categoría     | Resultado | Ref.   |
| ---- | ----------- | ------------- | --------- | ------ |
| 2021 | BRIT Awards | Álbum del Año | Nominado  | [ 19 ] |